# Vostan Hayots
Востан Айоц (арм. Ոստան Հայոց — вотчина армян) — армянская рок-группа.

## Название
Востан (или Востан Айоц) — Царская вотчина, иногда царское имение — двор. В древнее время Востан Айоц также называлась территория округов, в которых находились столицы Армении — Арташат и Двин.

## История
Группа организована в 1986 году Арегом Назаряном. Вскоре после образования группа обрела всереспубликанскую известность и стала одним из пионеров национального движения 1980-х. Самый яркий представитель так называемой третьей волны. Хедлайнер (до 2000 года) и один из основоположников первого ереванского рок-клуба. 23 декабря 2012 года группа выступила с гала-концертом в Ереване, отмечая свой 25-летний юбилей.

## Музыка
Музыка Востан Айоц основана на национальных мотивах с мощным хард-роковым звучанием и элементами арт-рока. Именно оригинальное звучание во многом поспособствовала огромной популярности группы на протяжении вот уже 4-х поколений армянской рок музыки.
Группа принимала участие в рок-фестивалях «Велотрек» (Ереван, 1987), «Гаудеамус» (Ереван, 1994—1996), Сисиане (1991), ROCK’N’PAK (Ереван, 1998), Тбилиси (1999), «Рок-Империя», (Москва, 2000).
В 2007 году в Ереване и в Москве было торжественно отмечено 20-летие группы.

## Состав

### Нынешний состав
- Ованес Кургинян — вокал
- Давид Мушегян — гитара
- Арег Назарян — бас-гитара
- Левон Ахвердян — ударные
- Айк Гёлчанян — клавишные

В разное время так же в состав входили Варужан Угурлян (гитара), Мкртич Бабаян (клавишные), Арсен Оганесян (ударные), Ашот Кадян (ударные), Сейран Малерян (ударные), Саркис Манукян (вокал) и др.

## Дискография
- Զարդիր որդյակ (Проснись сын) (1991)
- Քիմերներ (Химеры) (1996)